# Tomáš Slavík (narciarz)
Tomáš Slavík (ur. 29 kwietnia 1981 w Jilemnicach) – czeski narciarz, specjalista kombinacji norweskiej, zawodnik klubu Dukla Liberec.

## Kariera
Po raz pierwszy na arenie międzynarodowej Tomáš Slavík pojawił się 21 stycznia 2001 roku, kiedy wystartował w zawodach Pucharu Świata B. Zajął wtedy 14. miejsce w zawodach drużynowych w Klingenthal. W 2003 roku wystąpił na mistrzostwach świata w Val di Fiemme, gdzie indywidualnie plasował się poza czołową trzydziestką. W klasyfikacji generalnej Pucharu Kontynentalnego najlepszy wynik osiągnął w sezonie 2003/2004, który ukończył na piętnastej pozycji. Trzykrotnie stawał na podium zawodów tego cyklu, ale nie odniósł zwycięstwa.
W Pucharze Świata zadebiutował 15 lutego 2004 roku w Oberstdorfie, zajmując 24. miejsce w sprincie. Tym samym w swoim debiucie zdobył swoje pierwsze pucharowe punkty. W klasyfikacji generalnej sezonu 2003/2004 zajął 41. miejsce. Najlepiej w Pucharze Świata prezentował się w sezonie 2007/2008, kiedy zajął 26. pozycję. Pierwsze pucharowe podium wywalczył 19 lutego 2012 roku w Klingenthal, gdzie zajął trzecie miejsce w Gundersenie. Było to jego jedyne podium i zarazem jedyne miejsce w czołowej dziesiątce. W klasyfikacji generalnej zajął 32. miejsce. Startował na wszystkich edycjach mistrzostw świata od 2003 roku, najlepszy wynik osiągając podczas mistrzostw świata w Oslo w 2011 roku, gdzie w zawodach metodą Gundersena na dużej skoczni zajął siódme miejsce.
W 2006 roku wystąpił na igrzyskach olimpijskich w Turynie plasując się na ósmym miejscu w drużynie, a indywidualnie zajął 37. miejsce w Gundersenie oraz 26. miejsce w sprincie. Cztery lata później, podczas igrzysk olimpijskich w Vancouver był między innymi dwudziesty w zawodach metodą Gundersena na normalnej skoczni, a w sztafecie Czesi ze Slavíkiem w składzie ponownie zajęli ósme miejsce.
Po sezonie 2014/2015 zakończył sportową karierę.

## Osiągnięcia

### Igrzyska olimpijskie
| Miejsce | Dzień     | Rok  | Miejscowość | Konkurencja           | Wynik zwycięzcy | Strata  | Zwycięzca           |
| ------- | --------- | ---- | ----------- | --------------------- | --------------- | ------- | ------------------- |
| 37.     | 11 lutego | 2006 | Pragelato   | Gundersen HS106/15 km | 39:44,6         | +5:14,8 | Georg Hettich       |
| 8.      | 15 lutego | 2006 | Pragelato   | Sztafeta HS134/4x5 km | 49:52,6         | +4:05,9 | Austria             |
| 26.     | 21 lutego | 2006 | Pragelato   | Sprint HS134/7,5 km   | 18:29,0         | +1:34,8 | Felix Gottwald      |
| 20.     | 14 lutego | 2010 | Vancouver   | Gundersen HS106/10 km | 25:47,1         | +1:09,7 | Jason Lamy Chappuis |
| 8.      | 23 lutego | 2010 | Vancouver   | Sztafeta HS140/4x5 km | 49:31,6         | +3:18,6 | Austria             |
| 25.     | 25 lutego | 2010 | Vancouver   | Gundersen HS140/10 km | 25:32,9         | +2:25,9 | Bill Demong         |
| 25.     | 12 lutego | 2014 | Soczi       | Gundersen HS106/10 km | 23:50,2         | +1:53,2 | Eric Frenzel        |
| 29.     | 18 lutego | 2014 | Soczi       | Gundersen HS140/10 km | 22:45,5         | +2:08,7 | Jørgen Gråbak       |
| 7.      | 20 lutego | 2014 | Soczi       | Sztafeta HS140/4x5 km | 47:13,5         | +2:22,6 | Norwegia            |

### Mistrzostwa świata
| Miejsce | Dzień     | Rok  | Miejscowość   | Konkurencja              | Wynik zwycięzcy | Strata    | Zwycięzca           |
| ------- | --------- | ---- | ------------- | ------------------------ | --------------- | --------- | ------------------- |
| 40.     | 21 lutego | 2003 | Val di Fiemme | Gundersen K95/15 km      | 37:54,2         | +5:19,1   | Ronny Ackermann     |
| 34.     | 28 lutego | 2003 | Val di Fiemme | Sprint K120/7,5 km       | 18:47,8         | +2:24,3   | Johnny Spillane     |
| 27.     | 18 lutego | 2005 | Oberstdorf    | Gundersen HS100/15 km    | 38:56,2         | +3:59,3   | Ronny Ackermann     |
| 8.      | 23 lutego | 2005 | Oberstdorf    | Sztafeta HS137/4x5 km    | 49:45,5         | +7,1      | Norwegia            |
| 29.     | 27 lutego | 2005 | Oberstdorf    | Sprint HS137/7,5 km      | 20:15,6         | +3:02,1   | Ronny Ackermann     |
| 27.     | 23 lutego | 2007 | Sapporo       | Sprint HS134/7,5 km      | 17:40,2         | +3:04,4   | Hannu Manninen      |
| 7.      | 25 lutego | 2007 | Sapporo       | Sztafeta HS134/4x5 km    | 49:14,9         | +4:55,4   | Finlandia           |
| 39.     | 3 marca   | 2007 | Sapporo       | Gundersen HS100/15 km    | 38:35,6         | +6:42,0   | Ronny Ackermann     |
| 30.     | 20 lutego | 2009 | Liberec       | Start masowy HS100/10 km | 276,0 pkt       | -64,0 pkt | Todd Lodwick        |
| DNS     | 22 lutego | 2009 | Liberec       | Gundersen HS100/10 km    | 24:22,3         | -         | Todd Lodwick        |
| 6.      | 26 lutego | 2009 | Liberec       | Sztafeta HS134/4x5 km    | 48:32,3         | +2:56,6   | Japonia             |
| 36.     | 28 lutego | 2009 | Liberec       | Gundersen HS134/10 km    | 23:36,6         | +3:10,5   | Bill Demong         |
| 11.     | 26 lutego | 2011 | Oslo          | Gundersen HS106/10 km    | 25:19,2         | +49,0     | Eric Frenzel        |
| 10.     | 28 lutego | 2011 | Oslo          | Sztafeta HS106/4x5 km    | 48:07,8         | +4:38,2   | Austria             |
| 7.      | 2 marca   | 2011 | Oslo          | Gundersen HS134/10 km    | 25:31,6         | +51,9     | Jason Lamy Chappuis |
| 9.      | 4 marca   | 2011 | Oslo          | Sztafeta HS134/4x5 km    | 47:12,3         | +3:05,2   | Austria             |
| 37.     | 22 lutego | 2013 | Val di Fiemme | Gundersen HS106/10 km    | 29:13,2         | +2:24,2   | Jason Lamy Chappuis |
| 10.     | 24 lutego | 2013 | Val di Fiemme | Sztafeta HS106/4x5 km    | 57:34,0         | +5:06,7   | Francja             |
| 29.     | 28 lutego | 2013 | Val di Fiemme | Gundersen HS134/10 km    | 27:22,8         | +3:08,2   | Eric Frenzel        |

### Puchar Świata

#### Miejsca w klasyfikacji generalnej
- sezon 2003/2004: 41.
- sezon 2004/2005: niesklasyfikowany
- sezon 2005/2006: 54.
- sezon 2006/2007: 45.
- sezon 2007/2008: 26.
- sezon 2008/2009: 30.
- sezon 2009/2010: 34.
- sezon 2010/2011: 28.
- sezon 2011/2012: 32.
- sezon 2012/2013: 31.
- sezon 2013/2014: 68.
- sezon 2014/2015: niesklasyfikowany

#### Miejsca na podium chronologicznie
| Nr | Data           | Miejscowość | Konkurencja        | Wynik zwycięzcy | Pozycja | Strata  | Zwycięzca           |
| -- | -------------- | ----------- | ------------------ | --------------- | ------- | ------- | ------------------- |
| 1. | 19 lutego 2012 | Klingenthal | Sprint HS140/10 km | 24:45.4 min     | 3.      | +16.0 s | Jason Lamy Chappuis |

### Puchar Kontynentalny

#### Miejsca w klasyfikacji generalnej
- sezon 2000/2001: 74.
- sezon 2003/2004: 15.
- sezon 2004/2005: 28.
- sezon 2005/2006: 21.
- sezon 2006/2007: 60.
- sezon 2008/2009: 39.
- sezon 2010/2011: 60.
- sezon 2011/2012: 26.

#### Miejsca na podium chronologicznie
| Nr | Data             | Miejscowość   | Konkurencja            | Wynik zwycięzcy | Pozycja | Strata    | Zwycięzca            |
| -- | ---------------- | ------------- | ---------------------- | --------------- | ------- | --------- | -------------------- |
| 1. | 18 stycznia 2004 | Braunlage     | Start masowy K70/10 km | 236,5 pkt       | 2.      | -18,0 pkt | Jochen Strobl        |
| 2. | 26 stycznia 2005 | Liberec       | Sprint HS134/7.5 km    | ?               | 3.      | +19.2 s   | Mathieu Martinez     |
| 3. | 17 stycznia 2009 | Bischofshofen | Gundersen HS140/10 km  | 25:44.3 min     | 3.      | +1.0 s    | Miroslav Dvořák      |
| 4. | 18 stycznia 2009 | Bischofshofen | Gundersen HS140/10 km  | 25:22.9 min     | 2.      | +7.3 s    | Ole-Christian Wendel |
| 5. | 28 stycznia 2012 | Klingenthal   | Gundersen HS140/10 km  | 27:22.3 min     | 2.      | +5.4 s    | Seppi Hurschler      |
| 6. | 28 stycznia 2012 | Klingenthal   | Gundersen HS140/10 km  | 25:28.2 min     | 2.      | +23.2 s   | Taylor Fletcher      |

### Letnie Grand Prix

#### Miejsca w klasyfikacji generalnej
- 2007: 10.
- 2008: 27.
- 2009: 20.
- 2010: 24.
- 2011: 31.
- 2012: 16.
- 2013: 23.

#### Miejsca na podium chronologicznie
Slavík nie stał na podium zawodów Letniego Grand Prix.